# Sean Ryan Fox
Sean Ryan Fox (Riverside (Californië), 30 augustus 2001) is een Amerikaanse acteur. Fox had drie oudere zussen, met wie hij vanaf achtjarige leeftijd in reclamespots speelde.
Zijn acteerdebuut maakte hij als elfjarige in een aflevering van de politieserie Criminal Minds. Van 2014 - 2020 speelde Fox een van de hoofdrollen  in de Nickelodeon-jeugdserie "Henry Danger", als Jasper Dunlop, de beste vriend van Henry.

## Referentie
- (en)   Sean Ryan Fox in de Internet Movie Database